# 小野信次
小野 信次（おの しんじ、1948年〈昭和23年〉7月11日 - ）は、日本の政治家。音更町長（2期）、元音更町議会議員（5期）。

## 来歴
1948年（昭和23年）7月11日、北海道河東郡音更町で生まれる。
北海道帯広農業高等学校を経て酪農学園短期大学を卒業。
1999年（平成11年）5月、音更町議会議員選挙に出馬し、初当選。2011年5月より音更町議会議長を務めた。
2017年（平成29年）3月28日、寺山憲二の任期満了に伴う音更町長選挙に出馬し、無投票で初当選。
2021年（令和3年）3月23日、自身の任期満了に伴う音更町長選挙に出馬し、無投票で再選。

## 私生活
趣味は音楽、絵画鑑賞、読書、ボウリング。好きな食べ物は寿司、カレーライス。座右の銘は「食は命なり、農は文化なり」。